# Georg Sömmer
(Johann) Georg Sömmer (* 12. August 1811 in Barchfeld (Thüringen); † 8. Oktober 1864 ebenda) war ein deutscher Porträtmaler.

## Leben und Wirken
Über das Leben (Johann) Georg Sömmers ist wenig bekannt. Geboren wurde er am 12. August 1811 in Barchfeld (Thüringen) als zweiter Sohn des Barchfelder Schulmeisters Heinrich Sömmer und dessen Ehefrau Elisabeth (geb. Schmidt). Der Vater wurde 1817 von Landgraf Karl von Hessen-Philippsthal-Barchfeld zum Rentmeister bestellt. Es ist anzunehmen, dass Sömmers künstlerisches Talent in den Folgejahren durch den Landgrafen gefördert wurde.
Am 4. November 1833 wurde Sömmer als Student der Malerei in die Akademie der Bildenden Künste in München aufgenommen (als Georg Sömmer, Matrikelnr. 2092). Im Jahr 1835 wohnte er in der Neuhauser Str. 13 in München. In dieser Zeit war er auch Mitglied des Münchner Kunst-Vereins.
Zu einem bislang unbekannten Zeitpunkt kehrte Sömmer nach Barchfeld zurück. Ob er hier in den Dienst des Landgrafen getreten ist, ist ebenfalls unbekannt, aber wahrscheinlich. Sämtliche Gemälde, die heute von (Johann) Georg Sömmer bekannt sind (15 an der Zahl), befinden sich in der Museumslandschaft Hessen-Kassel und wurden zum Großteil im Jahr 1938 aus Schloss Philippsthal angekauft. Im Umkehrschluss heißt das aber, dass die landgräfliche Familie beim Verkauf von Schloss Wilhelmsburg in Barchfeld im selben Jahr im Besitz dieser Gemälde gewesen sein muss.

## Werke
Im Laufe seines Lebens schuf (Johann) Georg Sömmer zahlreiche Ölporträts unter anderem von Landgraf Karl von Hessen-Philippsthal-Barchfeld, von Adolph Wilhelm Friedrich Ludwig von Stein und dessen Ehefrau, von Heinrich Nicolaus Horstmann sowie zahlreicher regionaler Personen. Besonders geachtet werden seine Darstellungen kleinbürgerlicher und bäuerlicher Personen aus Barchfeld und Umgebung. In der wenigen Literatur zu Sömmer werden die Porträts Die Barchfelder Braut (zw. 1832 und 1835), Der Brotteroder Topfbinder (1842), das Mädchen aus Liebenstein (zw. 1835 und 1845) sowie Der Schneider Glinzing (zw. 1845 und 1850) besonders hervorgehoben: „Selten ist wohl das Milieu des kleinen Handwerkers so ungeschminkt und eindringlich dargestellt worden wie hier.“

## Bilder
Digitalisate aller bekannten Werke von (Johann) Georg Sömmer sind über das Portal Bestandskatalog der Gemälde des 19. Jahrhunderts der Museumslandschaft Hessen Kassel einsehbar.